# 恐龍戰隊獸連者
《恐龍戰隊獸連者》，是由日本東映製作的《超級戰隊系列》第16部特攝作品，於1992年（平成4年）2月21日至1993年2月12日期間每週五下午5時30分在朝日電視台首播。

## 作品特色

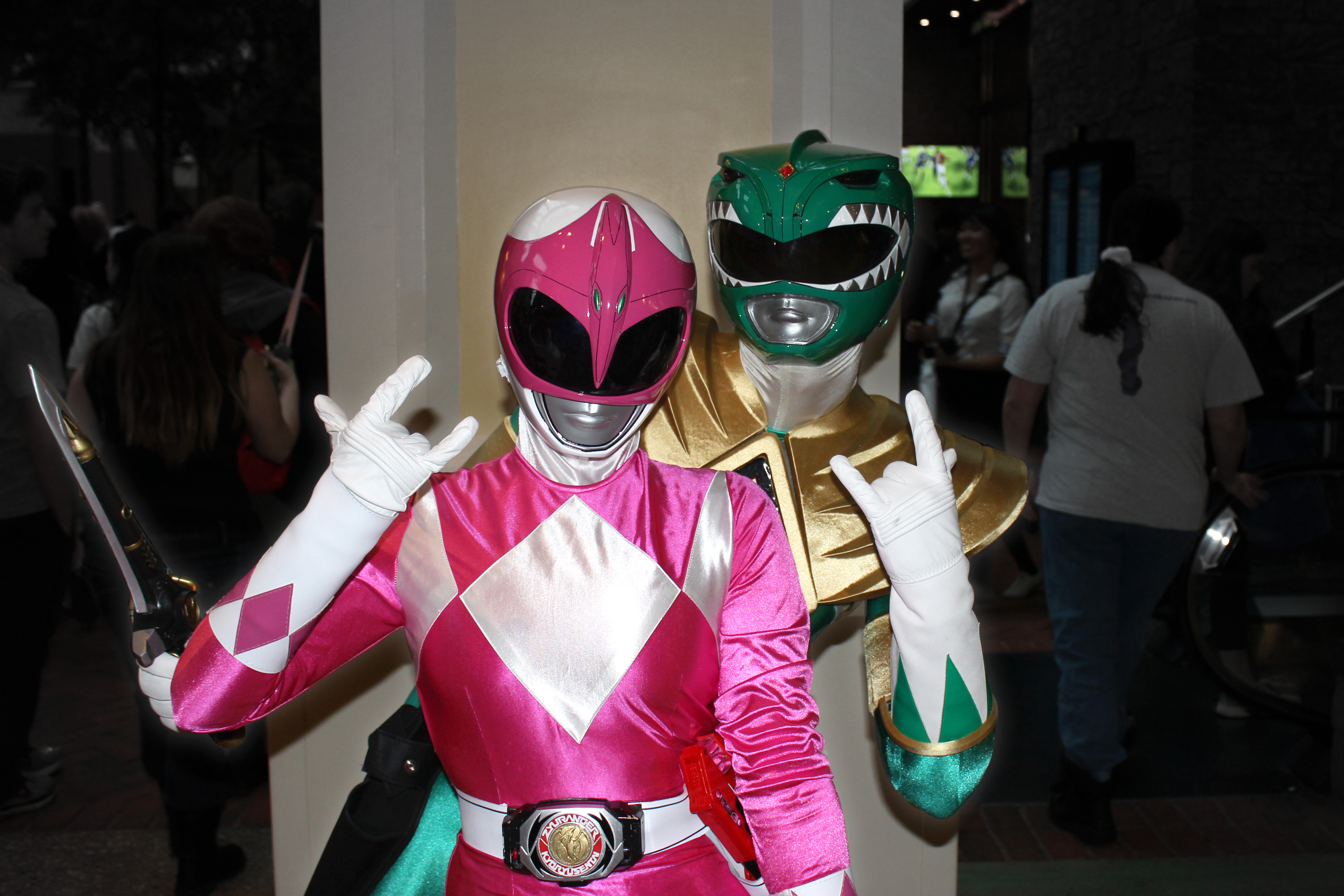
《恐龍戰隊獸連者》中的兩位角色

- 首部以「恐龍」為主題的戰隊，並為繼《太陽戰隊太陽火神》、《超獸戰隊生命人》及《鳥人戰隊噴射人》後第四部以「動物」作為主題的作品，另外此作亦融入了當時風行的RPG遊戲奇幻風格[來源請求]。
- 首次設定大型戰鬥機組為擁有獨立意識的生命體，而在合體後亦擁有言語能力；另外亦首次出現以七機組之合體型態（究極大獸神）。
- 首次出現正式的第六人戰士（龍皇連者）[註 2]。
- 美國Saban Entertainment（英语：Saban Entertainment）公司於向東映購買《超級戰隊系列》版權後則製作其《金剛戰士系列》，而此作亦為首部作為其藍本的作品。

## 故事概要
距今一億七千萬年前，企圖消滅人類、征服世界的邪惡女王－魔女潘多拉以及其手下被守護神封印在遙遠的偏僻星球－涅墨西斯的宇宙封印甕中。
然而直到現在，探索涅墨西斯的宇宙穿梭機組員之好奇心下意外打開其封印蓋子，潘多拉與手下們一起逃出宇宙封印甕。而此時守護人間界的善良白魔導士巴札在察覺到邪惡的潘多拉與其手下復活後，他便前往其地底神殿，召喚五位沈睡已久的五族古代人類戰士，讓他們化身為保護地球的「恐龍戰隊獸連者」，與五隻恐龍守護獸一起對抗潘多拉的邪惡野心。

## 登場角色

### 恐龍戰隊獸連者
恐龍戰隊獸連者，為由一億七千萬年前為能與被解除封印的潘多拉一族戰鬥而經歷長眠後甦醒的古代人類。
而除了在與潘多拉一族戰鬥中途加入卻後來不幸離世的布萊外，其餘五人在完成使命後便跟隨不思議仙人巴札及守護獸們前往天上界。
激基／ 暴龍連者
演：望月祐多
獸連者的隊長。
為大和族的王子，代表「正義」的戰士，並擅長劍術。
為正義感十足的熱血青年，而過去對抗潘多拉女王與其手下的戰爭中其父母與妹妹卻不幸喪生。
實為與作為大和族國王及王后的雙親並沒有血緣關係，當時還是嬰兒的他則被其親父交予當時尚未有孩子的大和族國王及王后撫養；而在知悉事實後亦嘗試打動與其同為經歷長年沉睡後被解開封印卻具有征服世界野心之親哥哥布萊，而最後更成功讓布萊改邪歸正；而於只擁有短暫生命的布萊在臨終時亦將其獸奏劍及Dragon Armor／Armlet托付予激基。
其他登場作品：《獸電戰隊強龍者 VS Go Busters 恐龍大決戰！ 再見永遠的朋友啊》
剛智／ 猛獁連者
演：高安青壽
獸連者的副領導，代表「智慧」的沙瑪族騎士，擅長使用斧頭攻擊。
其個性較為沉著冷靜、成熟穩重，經驗豐富的他對於突發狀況有著充分的發揮，並且能夠解讀那些看不懂的古代文字。
其他登場作品：《海賊戰隊豪快者》
丹／ 三角龍連者
演：藤原秀樹
代表「勇氣」的艾托夫族騎士。
擅長使用長槍刺擊，是個性隨和、勇氣十足的陽剛青年，然而論戰鬥經驗上仍尚未成熟，有時甚至其莽撞的舉動讓其他隊友帶來麻煩，不過他也會全心全力彌補失誤。
波伊／ 虎連者
演：橋本巧
代表「希望」的達姆族騎士，也是隊伍中年紀最小的。
使用武器為兩把匕首，並且其身手敏捷俐落，故在速度上有明顯的戰鬥優勢。
梅兒／ 無齒翼龍連者
演：千葉麗子
代表「愛」的里西亞族公主，亦是隊伍中唯一的女生，而其使用武器為弓箭。
本性善良的她尤為喜歡花與孩子，亦擅長關心他人。
布萊／ 龍皇連者
演：和泉史郎
激基的親哥哥，代表「力量」的戰士，於第17集初登場。
小時候的布萊曾目睹自己具野心的父親為能成為下任大和族國王而與當時的大和族國王發生爭執，結果反被對方殺害，而布萊在父親死前更叮囑他一定要成為君臨世界的帝王。後來被精靈諾姆帶到蘑菇森林後亦一直鍛鍊自己，其後亦陷入長眠。
然而布萊早於長眠中度過冰河時期期間卻因其沉睡洞穴中的倒塌而罹難，但因大獸神須聚集六位獸連者之力量才能以究極大獸神之型態擊敗大撒旦，故而賜予布萊短暫的生命。
後來在被無知的小妖精良太解開封印後亦對獸連者攻擊，甚至曾因潘多拉的帶領下獲得魔劍赫爾弗里德而投靠潘多拉一族，但暗地裏仍計劃刺殺潘多拉，然而在刺殺失敗後隨即被對方驅逐。隨後被生命精靈克蘿托帶到時間房間內獲得獸奏劍，但同時卻被告知自己的壽命則有時限。其後仍冥頑不靈的布萊則使用獸奏劍指使Dragon Casaer發動攻擊，但結果Dragon Casaer則被痊愈的大獸神擊敗；至於布萊則在與激基的一對一單挑中輸給對方，而最後布萊亦在深感愧疚下與眾人道歉，而其手上的魔劍赫爾弗里德亦因布萊的改邪歸正而灰飛煙滅。但後來布萊在回到時間房間後卻被克蘿托告知其外出已流失了其壽命時間，然而只要待在時間房間內的話其壽命倒數則會停止。
然而後期時間房間因潘多拉的奸計而遭到破壞，而無法返回時間房間的布萊亦選擇奮戰至最後，而結果生命抵達終點的布萊亦將其獸奏劍及Dragon Armor／Armlet托付予激基後離世。
後來守護獸們在與多拉怪獸多拉塔羅斯之戰鬥中身陷潘多拉的陷阱後，布萊亦透過獸奏劍以幻影告知及指示獸連者們前往潘多拉的魔空間拯救守護獸們。

#### 獸連者協力者／相關者
不思議仙人 巴札
演：多多良純
古代人類的白魔導士，而對外身份為一座公寓的管理員。
昔日與魔女潘多拉的戰鬥中被其封印大部分魔力；而在潘多拉甦醒後亦隨即喚醒獸連者。
而最後在獸連者完成使命後便帶領其前往天上界。
諾姆
演：岩城力也
居住於森林的妖精，於第8集初登場。
為巴札多年的老友，其個性雖扭曲但仍存有善良。
與孫子良太相依為命。
良太（りょうた）
演：上村裕樹
諾姆的孫子，於第17–18集登場。
生命精靈 克蘿托
演：酒井麻由美
掌管生命時間的白精靈神，於第21集初登場。
初現身時將被潘多拉驅逐的布萊帶往時間房間中將獸奏劍交予他，但同時亦告知布萊只有短暫的生命。

### 守護獸
守護獸，為古代人類的守護神。
 提拉諾桑爾斯
暴龍連者·激基召喚的大和族守護獸。
擁有高大的身軀以及靈活的攻擊能力，而其必殺技為「Tyranno Sonic」，從嘴巴吐出火光掀起沙塵暴後將敵人化為灰燼。
為大獸神的頭部及身驅。
 祖猛莫斯
猛獁連者·剛智召喚的沙瑪族守護獸。
能透過象鼻釋放冷凍氣體Moth Blizzard。
為大獸神／剛龍神的雙手臂及背部；另外其頭部亦可作為大獸神的盾牌。
 托利蓋拉托普斯
三角龍連者·丹召喚的艾托夫族守護獸。
其尾巴配備雙加農炮Tricera Cannon，另外其頭部雙角亦可作為束縛敵人的鎖鏈。
為大獸神／剛龍神的左腿。
 沙貝爾泰加
虎連者·波伊召喚的達姆族守護獸。
具有敏捷靈活的身驅，並以其銳利的爪子及尾部的槍炮Saber Gun為武器。
為大獸神／剛龍神的右腿。
 普提拉諾頓
無齒翼龍連者·梅兒召喚的里西亞族守護獸。
能從其雙翅膀釋放雷射Ptera Beam，並且搭載超感應雷達。
為大獸神的胸甲。
 Dragon Caesar
於第21集初登場。
須透過吹奏獸奏劍召喚，而其本身則擁有一身堅固的鐵甲身軀及鑽頭尾巴Spinning Caesar，另外其手指亦能釋放子彈Dragon Harley。
初期為龍皇連者·布萊的守護獸，後來在布萊離世時則被托付予激基。
為剛龍神的頭部及身驅。
 獸騎神 King Brachion
守護獸中的使徒，於第29集初登場。
能獨自變形為可予大獸神及剛龍神騎乘的超獸戰車King Tanker，並會以由其兩根尾巴變形的加農炮Tail Cannon攻擊。

#### 合體型態
大獸神（だいじゅうじん）／獸戰車Dino Tanker
由除了Dragon Casaer及King Brachion外其餘五名守護獸合體的兩種型態，於第6集初登場。
Dino Tanker為戰車型態，以雙加農炮－獸戰車Cannon及從五名守護神共同釋放的光束－獸戰車Storm作為武器；而大獸神則為巨人型態，以恐龍劍·God Horn作為武器，而必殺技為以God Horn進行斬擊的「超傳說·雷光斬」。
為古代人類尤為尊敬的神，但有時為能鍛練獸連者而有著對其嚴格的一面。
剛龍神（ごうりゅうじん）
由Dragon Casaer聯同祖猛莫斯、托利蓋拉托普斯及沙貝爾泰加合體後的型態，於第22集初登場。
其武器為以Dragon Casaer的Spinning Caesar與其胸前的五角形護盾兩者組合的剛龍槍 Dragon Antler，必殺技為以高速旋轉的Dragon Antler貫穿敵人之「超爆烈龍神突」。
獸帝大獸神（じゅうていだいじゅうじん）
為大獸神與Dragon Casaer合體後的型態，於第31集初登場。
其雙肩及胸部可釋放高熱光束Kaiser Burst，而必殺技為將全身能量集中於胸部釋放的「Empire Attack」。
究極大獸神（きゅうきょくだいじゅうじん）
為獸帝大獸神與King Tanker組合後的型態，於第31集初登場。
原為大獸神的真正型態，但昔日與大撒旦戰鬥時負傷導致無法長時間維持究極大獸神的樣貌。
其必殺技為「Grand Punisher」，以身上的所有槍炮攻擊敵人。

### 潘多拉一族
潘多拉一族，由古代人類－魔女潘多拉帶領的邪惡一族，並以征服世界及毀滅人類為目的。
然而最後因潘多拉失去魔力，其後全員皆被大獸神吸進封印之壺內並被流放至宇宙空間。
魔女潘多拉
演：曾我町子
具有魔力的古代人類，而過去率領其手下攻擊人類與恐龍的世界，其後因被守護獸封印於行星涅墨西斯；然而後來卻因被好奇的人類打開其宇宙封印甕而甦醒，並準備向地球進行報復。
原為古代達路族的女王，然而因其兒子凱惡意砸毀恐龍蛋而被一群恐龍攻擊導致傷重身亡，故懷恨在心的潘多拉便投靠大撒旦並向人類與恐龍報復。
愛好破壞與渾沌，厭惡自然的美與孩子的笑容，策劃的邪惡計劃時常以兒童為目標。
使用武器為萬能杖Dora Scepter，亦能藉其將指定事物巨大化；另外她平時外出時亦會騎著可飛行的自行車。
而最後因其再次喪子之痛的流淚而失去魔力，其後便聯同其手下被大獸神吸進了封印之壺後則被流放至宇宙空間。
托多巴多
聲：篠田薫
潘多拉的部下之一。
為吸血鬼族後裔，卻沒有吸過任何人的血，並且其說話節奏快，急性子。
布酷巴酷
聲：渡部猛
潘多拉的部下之一。
十分愛惡作劇，但其本身動作緩慢，戰鬥力低。
普里普里甘
聲：大山豐
潘多拉的部下之一。
是個謙卑及擅張黏土藝術的老妖精，故常依照潘多拉的指示製造多拉怪獸及戈雷姆兵的黏土製品。另外他對自己的作品有著格外的堅持，不輕易將瑕疵品送入製造機。
格利霍薩
聲：千田義正→德丸完
潘多拉一族的戰鬥專家。
身穿黃金盔甲、背部長了一對銀色翅膀，並且對劍法相當熟練。
使用武器為潘多拉賜予的劍格利霍卡里巴四世，而其雙眼亦可釋放破壞光線；另外其自身亦能透過潘多拉的魔力巨大化。
初期並沒有說話能力，後因為在奪取恐龍蛋時的表現受到潘多拉讚賞，因而被賦予可說話的能力。
拉美
演：河合亞美
潘多拉一族的秘密搜查官，於第19集初登場。
為格利霍薩的妻子，而初時奉潘多拉的命令追查恐龍蛋。
以大型的拉美迴力鏢作為武器，同時她亦能藉潘多拉的魔力巨大化為「拉美蠍子」，並以迴力鏢、大型鉗子及後腦的蠍子尾巴攻擊。
而最後在被吸進封印之壺後便誕下其與格利霍薩的孩子。
多拉怪獸
由普里普里甘以黏土製造的怪物。
戈雷姆兵
與多拉怪獸同樣由黏土製造的兵卒。

### 其他角色
大撒旦（だいサタン）
演：浦野真彦／聲：加藤精三
於第30集初登場。
外觀僅為一顆大型頭部，為讓魔女潘多拉擁有魔力的邪惡根源，能透過嘴部的吐息攻擊敵人及強化多拉怪獸。
昔日與究極大獸神的戰鬥中被擊敗後則逃往地獄；後來潘多拉使用最強大的黑魔法及活捉13名十歲的小孩作為祭品召喚於地獄的大撒旦，然而卻被究極大獸神再次擊敗後逃脫。
後來復活了潘多拉的兒子凱並回歸地球，然而最後在決戰中被究極大獸神殲滅。
凱
演：高橋一生
魔女潘多拉的親生兒子，於第47集初登場。
昔日因惡意砸毀恐龍蛋而被一群恐龍所殺，故而成為潘多拉投靠大撒旦之導火線。
後來被大撒旦復活，隨後便操縱多拉怪獸多拉塔羅斯屢次與獸連者對戰，但最後則一同被究極大獸神擊敗，其後負傷的凱便在潘多拉懷中死去。

## 獸連者的裝備／武器
Dino Buckler
獸連者六人配戴於腰帶上的護盾型變身器。
Medal
獸連者六人各持有之刻有其守護獸圖案之勳章，亦為獸連者的力量媒介。
Ranger Stick
除了布萊／龍皇連者外其餘五人於變身後裝備的基本武器。
五人亦可因應情況將其變形為刀劍Ranger Sword或槍械Ranger Gun進行攻擊。
傳說的武器
於第4集初登場。
原為於數億年前供奉在絕望大陸的五種戰鬥兵器，後來獸連者五人為能夠得到可適用於與潘多拉一族持久戰的耐久性武器而奮勇前往絕望大陸，並且在他們成功度過難關後則作為各人的武器。
 
激基的劍，可經由暴龍連者的力量可變為劍身刻有華麗花紋的雙面劍。
 Moth Breaker
剛智的戰鬥斧，可經由猛獁連者的力量可變為擁有擊碎巨岩威力的巨大斧頭。
除了能夠進行斬擊外，其本身亦可轉換為光束砲槍擊目標。
 Tricera Lance
丹的兩把長槍，可經由三角龍連者的力量可變為三叉槍；另外兩把長槍亦可二合為一作為雙向刺槍。
 Saber Daggers
波伊的兩把匕首，可經由虎連者的力量可變為如同虎牙般銳利的雙匕首。
 Ptera Arrow
梅兒的弓箭，可經由翼龍連者的力量亦可發射光束箭。
組合武器：Howling Cannon
由五人各自之傳說的武器合體的五門加農炮必殺武器。
Dino Crystal
除了布萊／龍皇連者外其餘五人所持有的圓錐體水晶，於第6集初登場。
為讓守護獸合體為大獸神之力量媒介，並作為其操縱桿。
獸奏劍
布萊／龍皇連者的短劍型笛子，於第21集初登場。
除了能進行斬擊外，亦能透過吹奏召喚及引導Dragon Caesar。
後來布萊在臨終時則將獸奏劍托付予激基。
Dragon Armor、Dragon Armlet
布萊／龍皇連者在變身後身穿的金屬護甲，亦因而能提升身穿者的攻擊及防禦能力。
後來布萊在臨終時則將兩者托付予激基。
Thunder Slinger
除了布萊／龍皇連者外其餘五人使用的Y形彈弓外貌之光束槍，於第29集初登場。
可與Ranger Gun組合為必殺武器Ranger Slinger。
Saurer Machine
為獸連者的三台機車。
 Load Zaura 1
由激基／暴龍連者騎乘的機車，其裝備武器為三門火神炮。
   Side Zaura 2
附有左邊車的機車，主要由剛智／猛瑪象連者與波伊／虎連者負責騎乘。
其裝備武器為大型加農炮。
   Side Zaura 3
附有右邊車的機車，主要由丹／三角龍連者與梅兒／無齒翼龍連者負責騎乘。
其裝備武器為兩門機關槍。

## 設定
地下神殿
獸連者的據點，位於巴札任職的公寓地底。
潘多拉Palace
潘多拉一族的據點。
在潘多拉一族復活後初期則降落於地球的一處高樓，及後潘多拉Palace亦連同該高樓移動至月球表面。
後來在潘多拉一族正式與獸連者決戰時亦再次降臨地球，但最後在潘多拉一族被大獸神封印及流放後，潘多拉Palace亦繼而消失。
Nendora
為製造多拉怪獸及戈雷姆兵的魔法窯。
時間房間
內有大量蠟燭的異空間，於第21集初登場。
為布萊於離開潘多拉後的容身之所，而布萊只要逗留在時間房間內的話其壽命倒數則會停止。
然而最後被潘多拉以奸計摧毀。

## 製作團隊
製作人員：
- 原作：八手三郎
- 製作人：
  - 朝日電視台：宇都宮恭三、梶淳
  - 東映：鈴木武幸、白倉伸一郎

- 劇本：杉村升、荒木憲一、高久進、荒川稔久、井上敏樹、鷺山京子

- 導演：東條昭平、小笠原猛、坂本太郎、渡邊勝也、雨宮慶太

- 動作導演：新堀和男
- 配樂：吉田明彦
- 特攝導演：佛田洋
- 製作：朝日電視台、東映、東映Agency

皮套演員：
-  暴龍連者：前田浩
-  猛獁連者：大藤直樹
-  三角龍連者：蜂須賀昭二
-  虎連者：石垣廣文
-  無齒翼龍連者：中川清人
-  龍皇連者：大藤直樹、高岩成二、竹内康博（代演）

## 播放列表
以下時間以當地時間（日本時間）為準：
| 日本首播日期 | 集數 | 標題 （日語）（漢譯） | 登場多拉怪獸                                     | 編劇            | 導演     |
| ------------ | ---- | --------------------- | ------------------------------------------------ | --------------- | -------- |
| 1992/02/21   | 1    | 誕生                  | - 多拉泰坦 - 多拉骸骨（第2集） （聲：河合義雄）  | 杉村升          | 東條昭平 |
| 1992/02/28   | 2    | 復活                  | - 多拉泰坦 - 多拉骸骨（第2集） （聲：河合義雄）  | 杉村升          | 東條昭平 |
| 1992/03/06   | 3    | 戰鬥吧絕望的大地      | - 多拉米諾陶洛斯                                 | 杉村升          | 小笠原猛 |
| 1992/03/13   | 4    | 甦醒吧傳說的武器      | - 多拉米諾陶洛斯                                 | 杉村升          | 小笠原猛 |
| 1992/03/27   | 5    | 恐怖的猜謎遊戲        | - 多拉斯芬克斯（聲：市川勇）                     | 杉村升          | 坂本太郎 |
| 1992/04/03   | 6    | 站起來！！大獸神      | - 多拉斯芬克斯（聲：市川勇）                     | 杉村升          | 坂本太郎 |
| 1992/04/10   | 7    | 看到了，看到了        | - 多拉哥布林（聲：河合義雄）                     | 杉村升 荒木憲一 | 東條昭平 |
| 1992/04/17   | 8    | 恐怖！瞬間吃光        | - 多拉喀耳刻（聲：西尾德）                       | 杉村升          | 東條昭平 |
| 1992/04/24   | 9    | 跑吧蛋王子            | - 多拉雞蛇（聲：丸山詠二）                       | 杉村升          | 小笠原猛 |
| 1992/05/01   | 10   | 不想當猴子！          | - 多拉雞蛇2號（聲：岸野一彦）                    | 杉村升          | 小笠原猛 |
| 1992/05/08   | 11   | 主人啊！              | - 多拉鎮尼（聲：依田英助）                       | 杉村升 荒木憲一 | 渡邊勝也 |
| 1992/05/15   | 12   | 爸爸是吸血鬼！？      | - 多拉阿耳戈斯（聲：德丸完）                     | 高久進          | 渡邊勝也 |
| 1992/05/22   | 13   | 射吧！黃金之箭        | - 多拉拉冬（聲：河合義雄）                       | 荒川稔久        | 東條昭平 |
| 1992/05/29   | 14   | 變小吧！              | -                                                | 杉村升          | 東條昭平 |
| 1992/06/05   | 15   | 擊破！超暗黑劍        | - 多拉騎士（聲：森篤夫）                         | 杉村升          | 坂本太郎 |
| 1992/06/12   | 16   | 噴嚏大作戰            | - 多拉恩多斯（聲：岸野一彥）                     | 高久進          | 坂本太郎 |
| 1992/06/19   | 17   | 第六位英雄！          | -                                                | 杉村升          | 東條昭平 |
| 1992/06/26   | 18   | 憎恨的兄弟之劍        | -                                                | 杉村升          | 東條昭平 |
| 1992/07/03   | 19   | 蠍子女戰士！          | -                                                | 杉村升          | 小笠原猛 |
| 1992/07/10   | 20   | 大獸神的末日          | -                                                | 杉村升          | 小笠原猛 |
| 1992/07/17   | 21   | 守護獸大暴走          | -                                                | 杉村升          | 東條昭平 |
| 1992/07/24   | 22   | 合體！剛龍神          | -                                                | 杉村升          | 東條昭平 |
| 1992/07/30   | 23   | 喜歡喜歡超魔球        | - 多拉皮克西 （演：三浦幸太郎／聲：牟田彰子）    | 杉村升          | 坂本太郎 |
| 1992/08/07   | 24   | 烏龜萬年              | - 多拉烏龜（聲：加藤修）                         | 荒川稔久        | 坂本太郎 |
| 1992/08/14   | 25   | 惡魔的棲息公園        | - 多拉狼蛛（聲：依田英助）                       | 高久進          | 雨宮慶太 |
| 1992/08/21   | 26   | 注意刨冰              | - 多拉豬籠草（聲：西尾德）                       | 井上敏樹        | 雨宮慶太 |
| 1992/08/28   | 27   | 想吃掉梅兒            | - 多拉加茲拉（聲：河合義雄）                     | 鷺山京子        | 東條昭平 |
| 1992/09/04   | 28   | 大改造！黏土獸        | - 多拉法蘭肯（演：田村円）→喪屍法蘭肯→撒旦法蘭肯 | 杉村升          | 東條昭平 |
| 1992/09/11   | 29   | 謎！？獸騎神來襲      | - 多拉法蘭肯（演：田村円）→喪屍法蘭肯→撒旦法蘭肯 | 杉村升          | 東條昭平 |
| 1992/09/18   | 30   | 撒旦降臨！！          | - 多拉法蘭肯（演：田村円）→喪屍法蘭肯→撒旦法蘭肯 | 杉村升          | 小笠原猛 |
| 1992/09/25   | 31   | 復活！究極之神        | - 多拉法蘭肯（演：田村円）→喪屍法蘭肯→撒旦法蘭肯 | 杉村升          | 小笠原猛 |
| 1992/10/02   | 32   | 激基啊斬斷眼淚吧      | - 多拉那耳喀索斯（聲：寺杣昌紀）                 | 荒川稔久        | 渡邊勝也 |
| 1992/10/09   | 33   | 告訴我！勇氣之玉      | - 多拉蕾卡（聲：松本梨香）                       | 鷺山京子        | 渡邊勝也 |
| 1992/10/16   | 34   | 布萊活下去！          | -                                                | 杉村升          | 坂本太郎 |
| 1992/10/23   | 35   | 忍者戰士波伊          | - 多拉忍者（聲：阿部渡）                         | 高久進          | 坂本太郎 |
| 1992/10/30   | 36   | 粉碎吧！死亡之鏡      | - 多拉槍岩（聲：西尾德）                         | 杉村升          | 東條昭平 |
| 1992/11/06   | 37   | 恐龍誕生              | - 多拉金角（聲：飯塚昭三）                       | 杉村升          | 小笠原猛 |
| 1992/11/13   | 38   | 百變梅兒公主！！      | - 多拉蠶（聲：岸野一彥）                         | 荒川稔久        | 東條昭平 |
| 1992/11/20   | 39   | 地底獸之淚⋯           | -                                                | 高久進          | 小笠原猛 |
| 1992/11/27   | 40   | 布萊前往死亡          | - 多拉贗品（聲：齊藤茂一）                       | 杉村升          | 東條昭平 |
| 1992/12/04   | 41   | 燃燒吧布萊！          | - 多拉贗品（聲：齊藤茂一）                       | 杉村升          | 東條昭平 |
| 1992/12/11   | 42   | 布萊離世⋯             | - 多拉贗品（聲：齊藤茂一）                       | 杉村升          | 東條昭平 |
| 1992/12/18   | 43   | 甦醒！獸奏劍          | - 多拉安泰俄斯（聲：德丸完）                     | 荒川稔久        | 坂本太郎 |
| 1992/12/25   | 44   | 女劍士！日本第一      | - 多拉奇美拉（聲：河合義雄）                     | 荒川稔久        | 坂本太郎 |
| 1993/01/08   | 45   | 渾蛋少年              | - 多拉獨角獸（聲：森篤夫）                       | 高久進          | 小笠原猛 |
| 1993/01/15   | 46   | 登場！兇惡戰隊        | - 多拉蜃氣                                       | 荒川稔久        | 小笠原猛 |
| 1993/01/22   | 47   | 突入！！最終決戰      | - 多拉塔羅斯                                     | 杉村升          | 渡邊勝也 |
| 1993/01/29   | 48   | 來自黑暗的兒子        | - 多拉塔羅斯                                     | 杉村升          | 渡邊勝也 |
| 1993/02/05   | 49   | 神被打敗！！          | - 多拉塔羅斯                                     | 杉村升          | 東條昭平 |
| 1993/02/12   | 50   | 恐龍萬歲！！          | - 多拉塔羅斯                                     | 杉村升          | 東條昭平 |

## 音樂
片頭曲：
作詞：津野剛司、園部和範
作曲：津野剛司
編曲：山本健司
演唱：佐藤健太
片尾曲：
作詞、作曲：津野剛司
編曲：山本健司
演唱：Pythagoras
原創插曲：

作詞：冬杜花代子
作曲、編曲：KAZZ TOYAMA
演唱：魔女潘多拉（曾我町子）

作詞：青木久美子
作曲：淺見博之
編曲：KAZZ TOYAMA
演唱：平石豐茂美

作詞：八手三郎
作曲：小杉保夫
編曲：KAZZ TOYAMA
演唱：Ju-project

作詞：園部和範
作曲：吉實明宏
編曲：石川惠樹
演唱：平石豐茂美

作詞：青木久美子
作曲：吉實明宏
編曲：石川惠樹
演唱：齊藤小百合

作詞：冬杜花代子
作曲：前田克樹
編曲：石川惠樹
演唱：佐藤健太

作詞：杉村升
編曲：石川惠樹
作曲、演唱：池毅

作詞：八手三郎
作曲：小杉保夫
編曲：石川惠樹
演唱：Funky Y.K.
非原創插曲：

作詞、作曲：米米CLUB
編曲：中村哲、米米CLUB

作詞：小暮閣下
作曲：Sgt.路卡篁III世
編曲：聖飢魔II

作詞、作曲：五輪真弓

## 遊戲
《恐龍戰隊獸連者》
由MegaMouse開發，並與此作同名的紅白機動作遊戲，於1992年11月6日發售。

## 海外播放
香港曾於1994年期間由無綫電視翡翠台以《恐龍戰隊》為譯名播出。

## 外部連結
- 超級戰隊系列（恐龍戰隊） （页面存档备份，存于）
- 超級戰隊系列官方網站（日） （页面存档备份，存于）